# Anmitsu
L'anmitsu (あんみつ, raramente 餡蜜) è un dessert giapponese preparato con agar agar e fagioli azuki.

## Preparazione
L'agar si scioglie nell'acqua (o nel succo di frutta, come il succo di mela) per formare la gelatina. Viene servito in una ciotola assieme ad una marmellata dolce di fagioli azuki (chiamata anko, da cui deriva l'an di anmitsu) e piselli bolliti, gyūhi e frutta mista, come fette di pesca, mikan, pezzi di ananas e ciliegie. L'anmitsu di solito viene servito con a parte dello sciroppo dolce nero chiamato mitsu (che completa il nome "anmitsu"), che viene versato sulla gelatina prima di essere mangiato. Solitamente l'anmitsu si mangia con cucchiaio e forchetta.

## Varianti
Ci sono alcune varianti di questo dolce. Il mitsumame viene fatto senza la pasta di fagioli, e il mame significa che i piselli vengono serviti con lo sciroppo e l'anko. Il cream anmitsu è una variante in cui si sostituisce l'anko con una pallina di gelato al tè matcha. È comune anche usare shiratama dango per coprirlo.